# منتوة

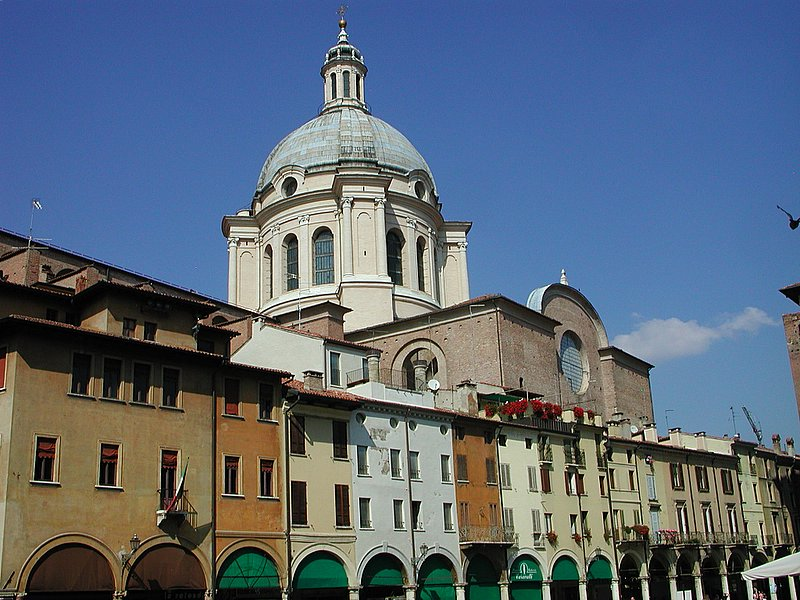
منتوة

مَنْتُوَة أو مَنْتُوَا أو (نقحرة: مانتوفا) (بالإنجليزية Mantua، بالإيطالية: Mantova)، مدينة شمال إيطاليا في إقليم لومبارديا وتقع في أقصى جنوب شرقه، عاصمة مقاطعة منتوة يبلغ عدد سكانها 48.103 نسمة،
منتوة محاطة من ثلاثة جوانب ببحيرات صناعية أقيمت خلال القرن الثاني عشر، حيث تستقبل المياه من نهر مينشو التي ينحدر من بحيرة غاردا. تدعى البحيرات الثلاث: بحيرة سوبيريوري وبحيرة دي ميدزو وبحيرة ينفيريوري (أي «العليا» و«الوسطى» و«الدنيا»). بحيرة بايولو الرابعة والتي كانت تكمل الحلقة المائية الدفاعية للمدينة، جفت في نهاية القرن الثامن عشر.
ذكرت منتوة في تراجيديا وليم شكسبير الشهيرة روميو وجولييت. حيث نـُفي روميو إليها لقتله تيبالت كابوليت ابن عم جولييت في مبارزة بالسيف. وبعد ذلك عاد إلى فيرونا لما سمع أن حبيبته جولييت قد ماتت.
وصف الروائي البريطاني ألدوس هاكسلي منتوة بأنها المدينة الأكثر رومانسية في العالم، وأكثر ما أعجبه معالمها وتجمعات نبات القصب على طول نهر مينشو، وزهور اللوتس، والضباب، وعبق التاريخ الذي يلف كل شارع وساحة، ورحابة صدر أهلها، كما وصفها الشاعر الفرنسي الشهير شارل بودلير أنها عالم نائم في ضوء دافئ، كما ألهمت الكاتب والروائي الإنكليزي تشارلز ديكنز، والكاتب الإيطالي جوفاني كوميسو.

## السكان
في سنة 1871 بلغ عدد السكان 33٬783 نسمة، وتطور العدد ليصل في سنة 2011 لـ 46٬649 نسمة.
يظهر هذا المخطط البياني تطور النمو السكاني لـ مانتوفا

## التاريخ
ولدت المدينة حوالي عام 2000 قبل الميلاد على الأرجح، على ضفاف نهر مينشو، على نوع من الجزر وفـّر حماية طبيعية. كانت قرية أتروسكانية في القرن السادس قبل الميلاد وبتقاليد أتروسكانية أعاد أوكنو تأسيسها. اسمها مستمد من الآلهة الأترورية مانتوس. بعد أن استولت عليها قبيلة السينومانيون الغالية آلت إلى الرومان في الفترة بين الحربين البونيقيتين الأولى والثانية، وخلطوا اسمها مع مانتو ابنة تيريسياس. سكن جنود أوغسطس القدامى الأراضي الجديدة. أشهر مواطن منتوةني قديم كان الشاعر فيرجيل الذي ولد قرب المدينة سنة 70 قبل الميلاد.
بعد سقوط الامبراطورية الرومانية، غزاها البيزنطيون واللومبارديون والفرنجة. في القرن الحادي عشر امتلكها بونيفاتشو الثالث ماركيز توسكانا. وكانت الكونتيسة ماتيلدي آخر حكام أسرة من كانوسا (توفيت سنة 1115) وقد أمرت ببناء كنيسة سان لورينزو الدائرية عام 1082.

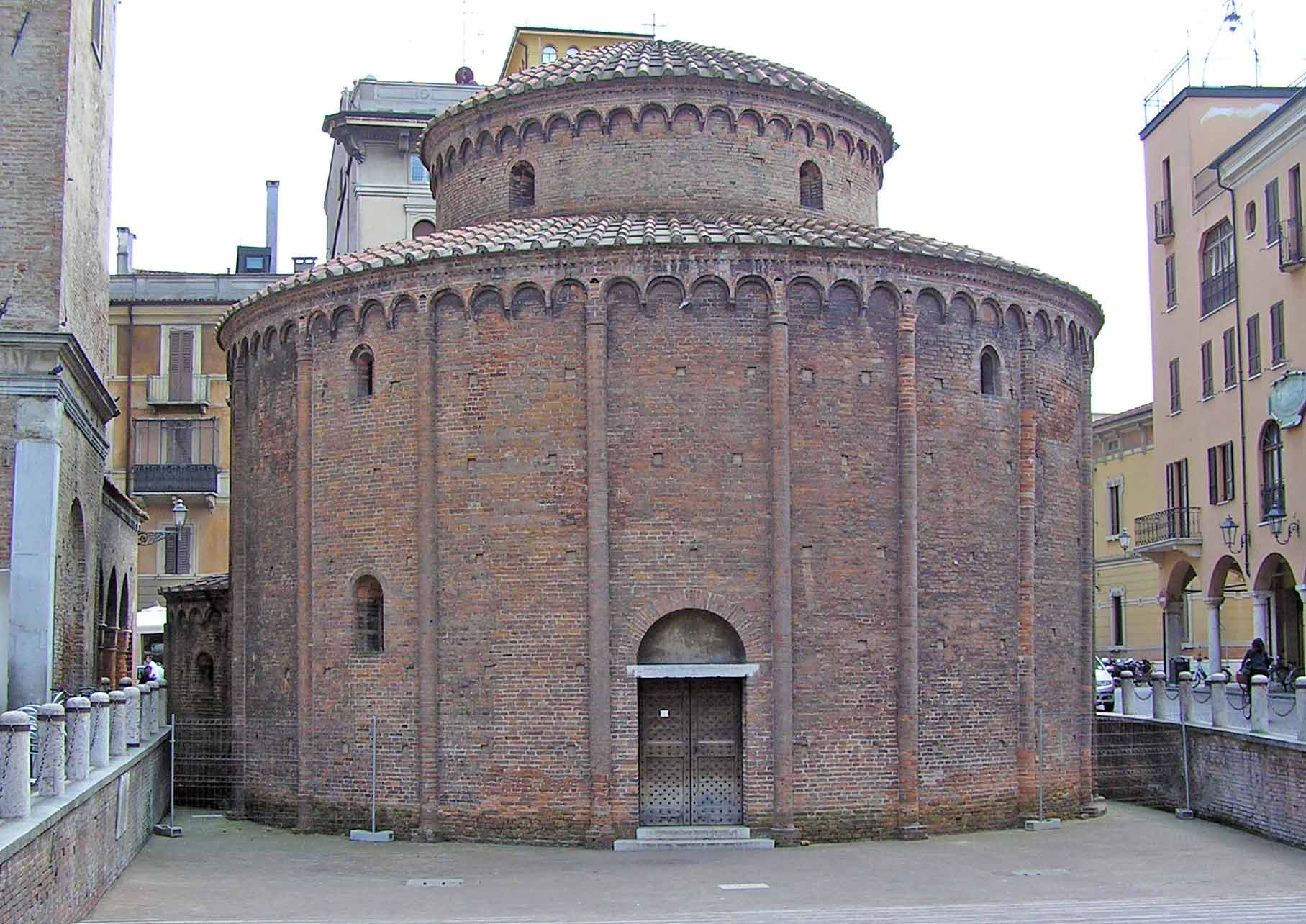
روتوندا دي سان لورينزو

وبعد وفاتها أصبحت منتوة بلدية حرة، ودافعت بقوة نفسها من الامبراطورية الرومانية المقدسة في القرنين الثاني عشر والثالث عشر. في عام 1198 عدل ألبرتو بيتينتينو مسار نهر مينشو مكونا ما يسميه المنتوةن «البحيرات الأربع» لتعزيز الحماية الطبيعية للمدينة.

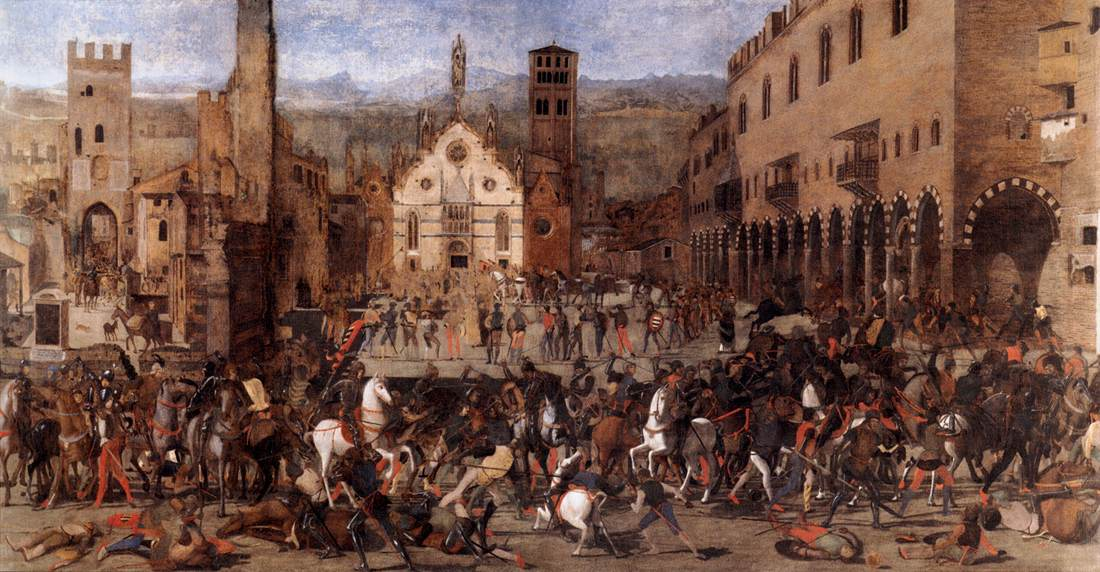
الإطاحة ببوناكلوسي - من أعمال دومينيكو موروني توجد في القصر الدوقي

أثناء الصراع بين الغويلفيين والغيبلينيين، استغل بينامونتي بوناكولسي الوضع المتدهور للاستيلاء على السلطة في سنة 1273. وحكمت أسرته منتوة في القرن المقبل جاعلة إياها أكثر ازدهارا وجمالا فنيا. في 16 أغسطس 1328 أطيح بآخر حكام بوناكولسي وهو رينالدو بتمرد يدعمه آل غونزاغا المسؤولين. وانتخب لويجي غونزاغا الذي أصبح رئيس بلدية المدينة في سنة 1318 ك«الكابتن الشعب». بنى آل غونزاغا أسوارا جديدة ذات خمس بوابات وجددوا بنية المدينة في القرن الرابع عشر، ولكن الوضع السياسي في المدينة لم يستقر حتى الثالث حكم ثالث غونزاغا لودوفيكو الأول فأقصى أقاربه واستولى على السلطة لنفسه.

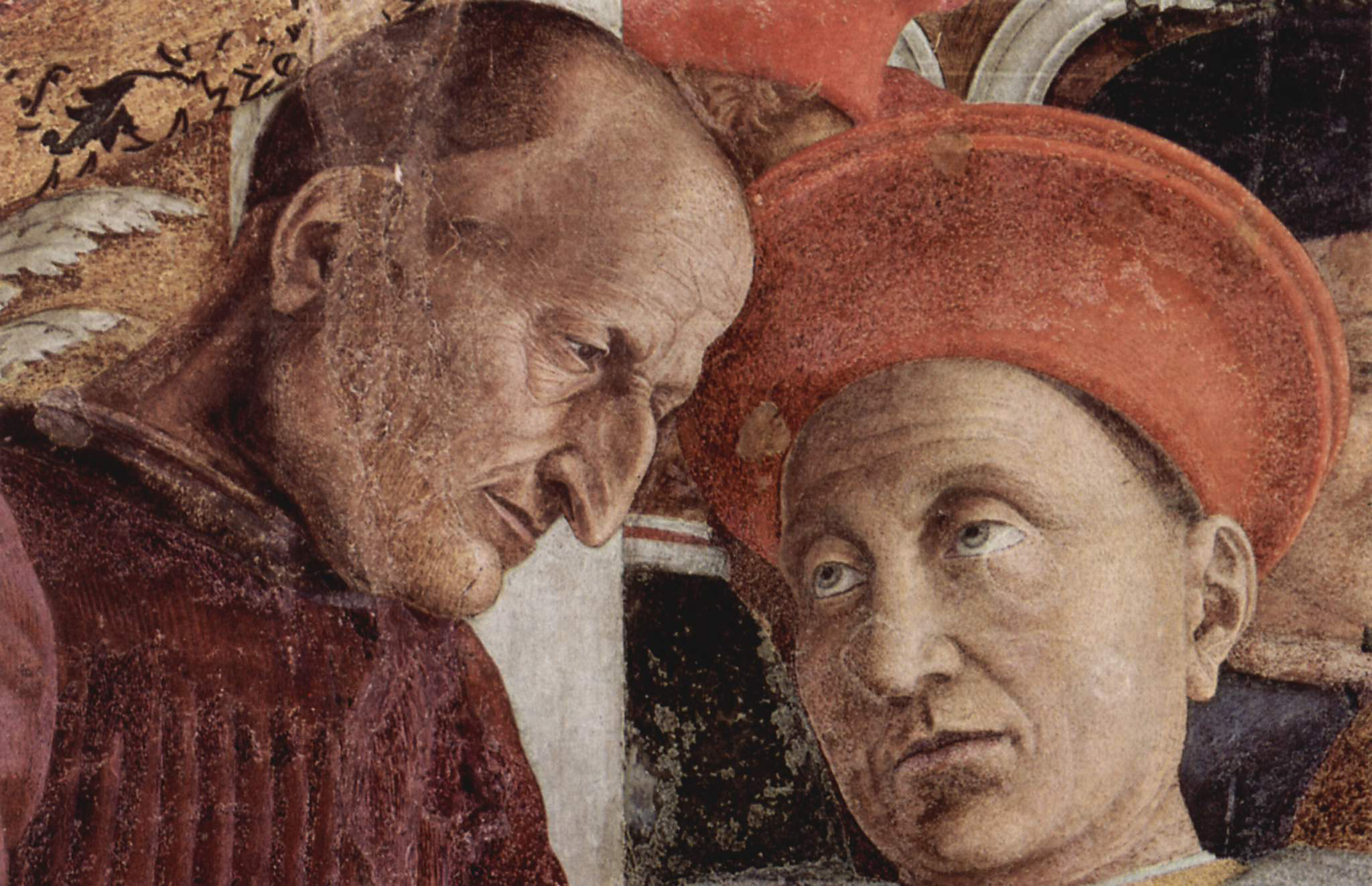
لودوفيكو غونزاغا يتلقى خبر انتخاب ابنه فراشيسكو كاردينالا - لوحة جصية من أعمال أندريا مانتينيا موجودة في القصر الدوقي

عام 1433 عُين جانفرانشيسكو الأول ماركيز منتوة من خلال دفع 120,000 فلورين ذهبي للإمبراطور سيجيسموند، وتزوج ابنه البكر لودوفيكو الثاني المركيز القادم من حفيدة الإمبراطور بربارا أميرة براندنبورغ. في عام 1459 عقد البابا بيوس الثاني مجلسا في منتوة لإعلان الحرب الصليبية ضد العثمانيين. تحت حكم فرانسيسكو الثاني عمل رسام عصر النهضة الشهير أندريا مانتينيا في منتوة كساحة رسم، وأنتاج بعض أبرز أعماله.
أول دوق لمنتوة من آل غونزاغا كان فيديريكو الثاني، الذي اكتسب اللقب من الإمبراطور شارل الخامس في عام 1530. وقد كلف فيديريكو جوليو رومانو ببناء قصر تي الشهير في اطراف المدينة، وحسّن بشكل كبير المعالم العمرانية للمدينة. قال الشاعر توركواتو تاسو عن منتوة في عام 1586 أنها:
مدينة جميلة جدا وتستحق السفر للألف ميل رؤيتها.
وفي عام 1624 انتقل فرانشيسكو الرابع المقر الدوقي إلى محل إقامة جديد وهو فيلا ديلا فافوريتا وصممه المهندس المعماري نيكولو سيبريغوندي.
بحلول عام 1627 وصل الخط المباشر لأسرة غونزاغا لنهايته مع الفاسد والضعيف فينشنزو الثاني، وأخذت المدينة في الانحدار ببطء تحت الحكام الجدد غونزاغا-نيفير الفرع الفرنسي للاسرة. اندلعت حرب الخلافة المنتوةنية، وفي عام 1630 حاصر منتوة جيش إمبراطوري مكون 36,000 من المرتزقة وأحضروا الطاعون معهم. لم تسلم منتوة من هول هذه الكارثة. فرديناندو كارلو الرابع الحاكم الأخرق الذي كانة هدفه الوحيد هو إقامة الحفلات والعروض المسرحية، وتحالف مع فرنسا في حرب الخلافة الأسبانية. وبعد هزيمة الفرنسيين، لجأ إلى البندقية حاملا معه ألف لوحة. وكانت وفاته سنة 1708، وكان قد أعلن خلعه وفقدت عائلته منتوة إلى الأبد لصالح آل هابسبورغ النمساويين.
وانتعشت منتوة تحت الحكم النمساوي، وخلال هذه الفترة بنيت الأكاديمية الملكية للعلوم والآدب والفنون، والمسرح العلمي، وقصور عديدة.
في 4 يونيو 1796 أثناء الحروب النابليونية، حاصرها نابليون كتحرك ضد النمسا التي انضمت إلى التحالف الأول. وفشلت محاولات نمساوية وروسية لكسر الحصار، ولكن انتشار الفرنسيين الواسع أجبرهم على فك الحصار في 31 يوليو للمشاركة في معارك أخرى. واستؤنف الحصار في 24 أغسطس. وفي مطلع شباط / فبراير استسلمت المدينة والمنطقة وخضعت للإدارة الفرنسية. عام 1810 في بوابة جوليا أعدم أندرياس هوفر قائد العصيان المسلح في تيرول ضد نابليون، بعد أن أرسل مكبلا بالسلاسل إلى منتوة لمحاكمته عسكريا.
بعد الحكم الفرنسي القصير، عادت منتوة إلى النمسا في عام 1814، لتصبح واحدة من مدن قلاع Quadrilatero وهو النظام الدفاعي للإمبراطورية النمساوية في مملكة فينيتو اللومباردية في شمال إيطاليا. بلغت المقاومة المحلية ضد النمسا ذروتها في تمرد دام من 1851 إلى 1855، وقمعت أخيرا من قبل الجيش النمساوي. من أبرز حوادث ثورة توحيد إيطاليا وقعت في وادي بيلفيوري الصغير، عندما شنق النمساويون مجموعة من الثوار،
في عام 1866 انضمنت منتوة إلى إيطاليا الموحدة من قبل ملك سردينيا.

## معرض الصور

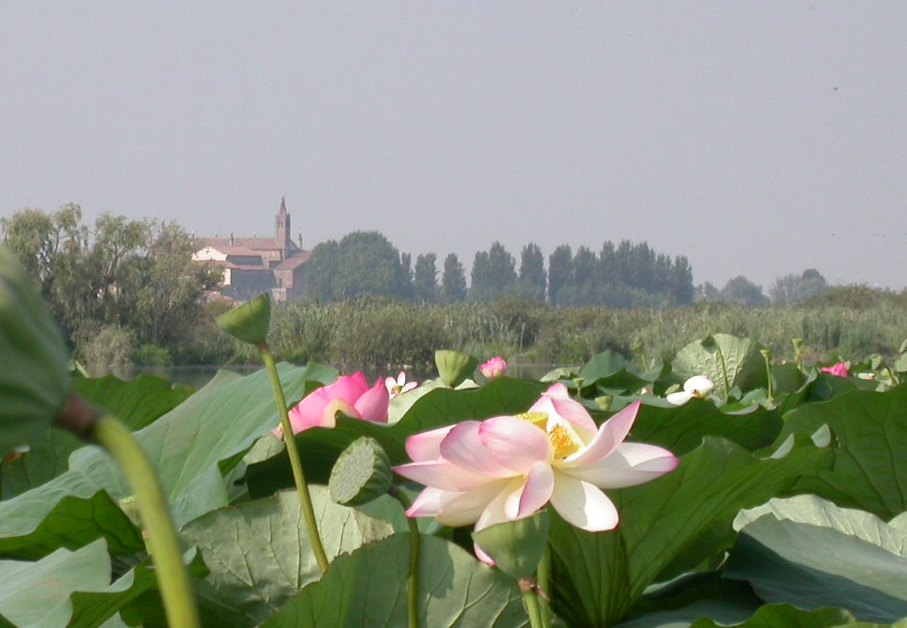
أزهار اللوتس على بحيرة سوبريوري
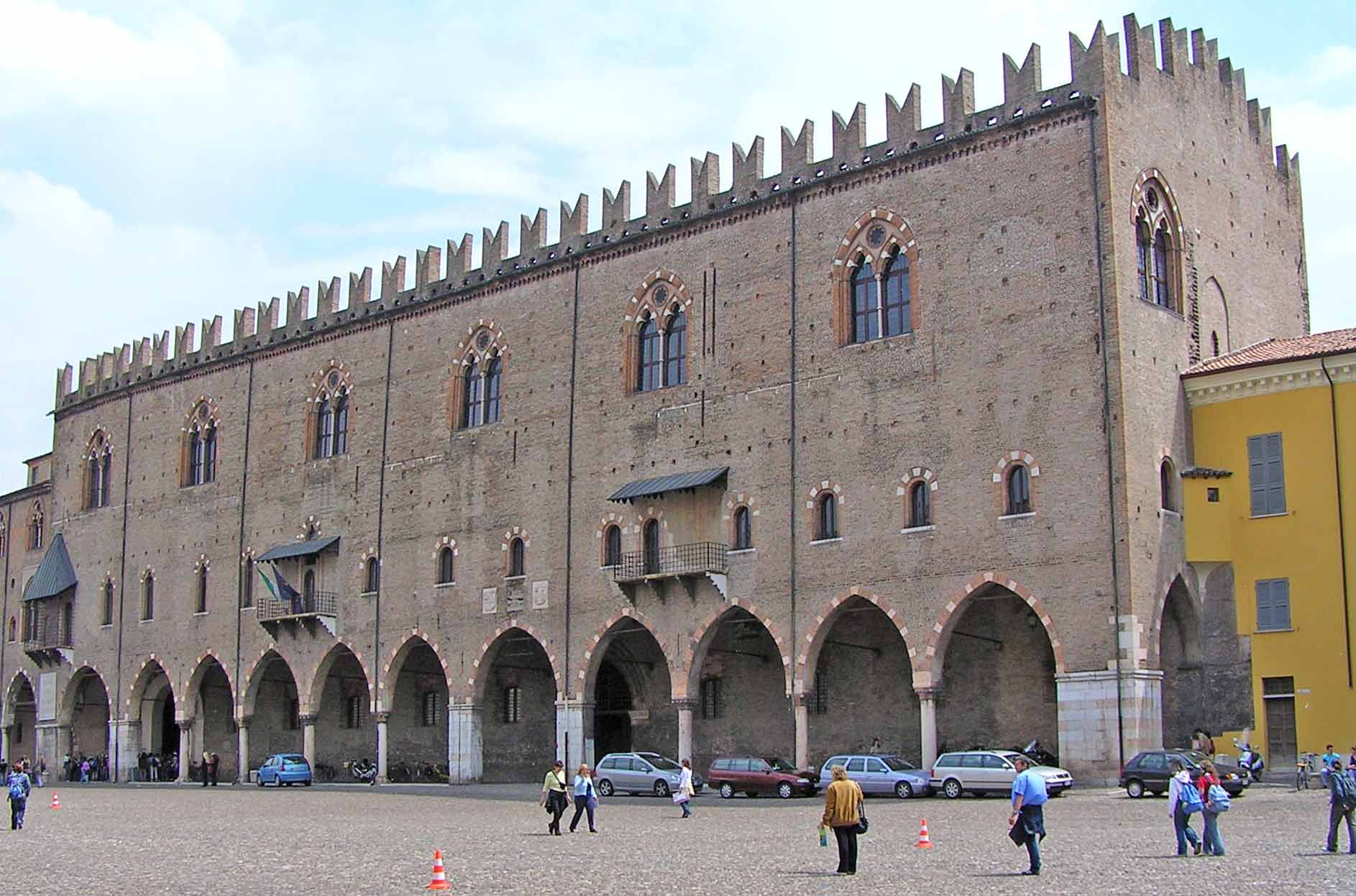
القصر الدوقي
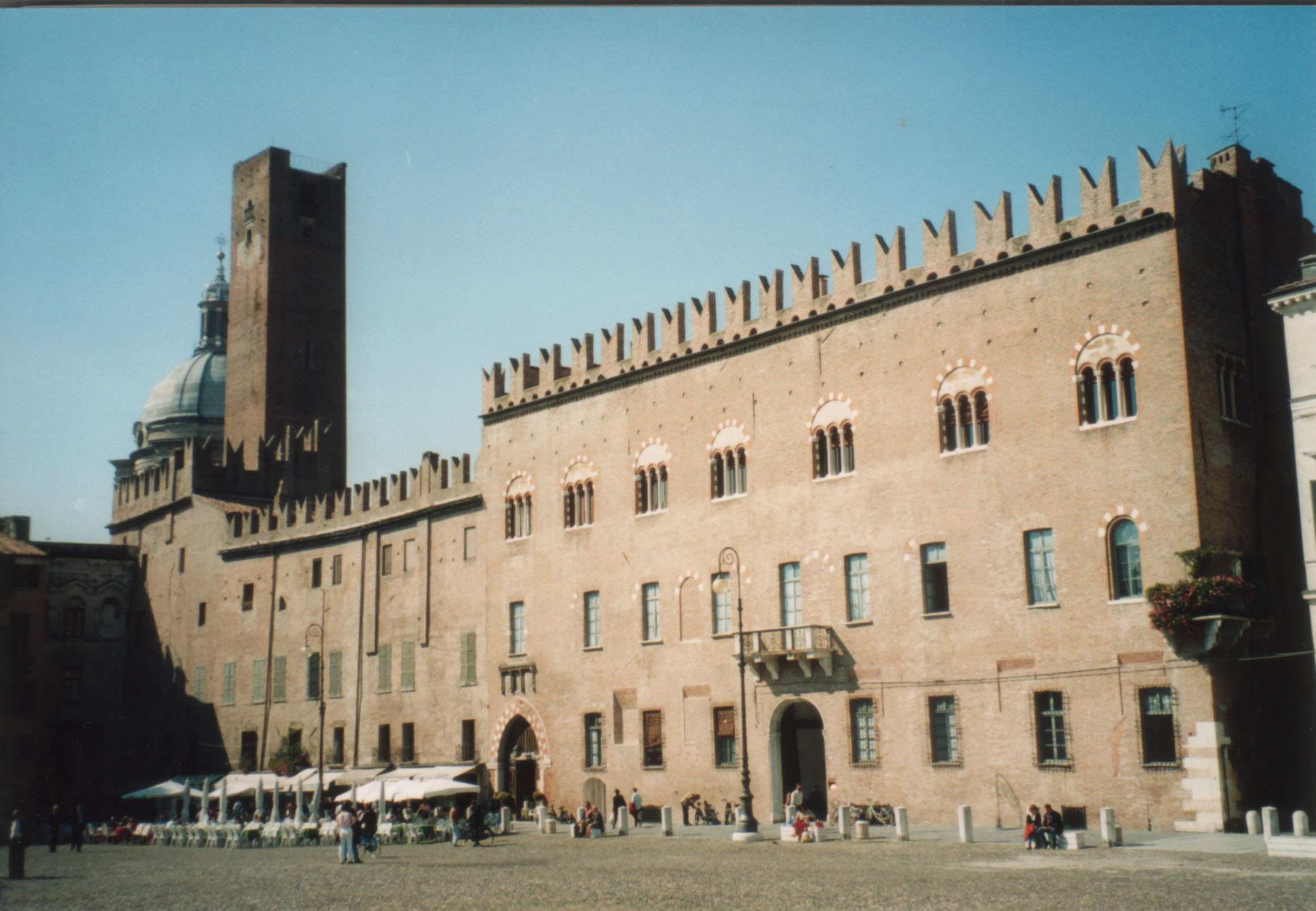
تعليق
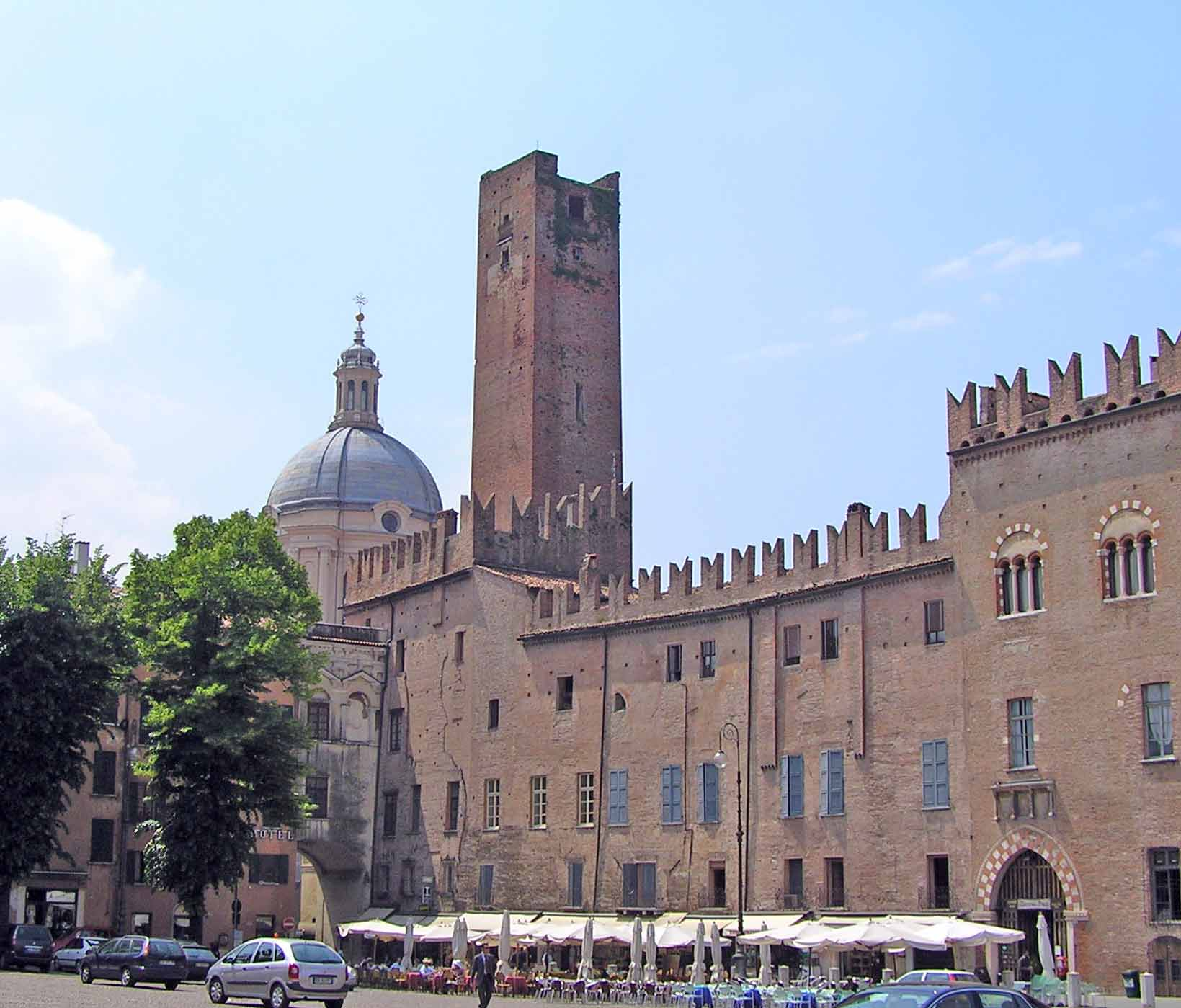
ساحة سورديلو
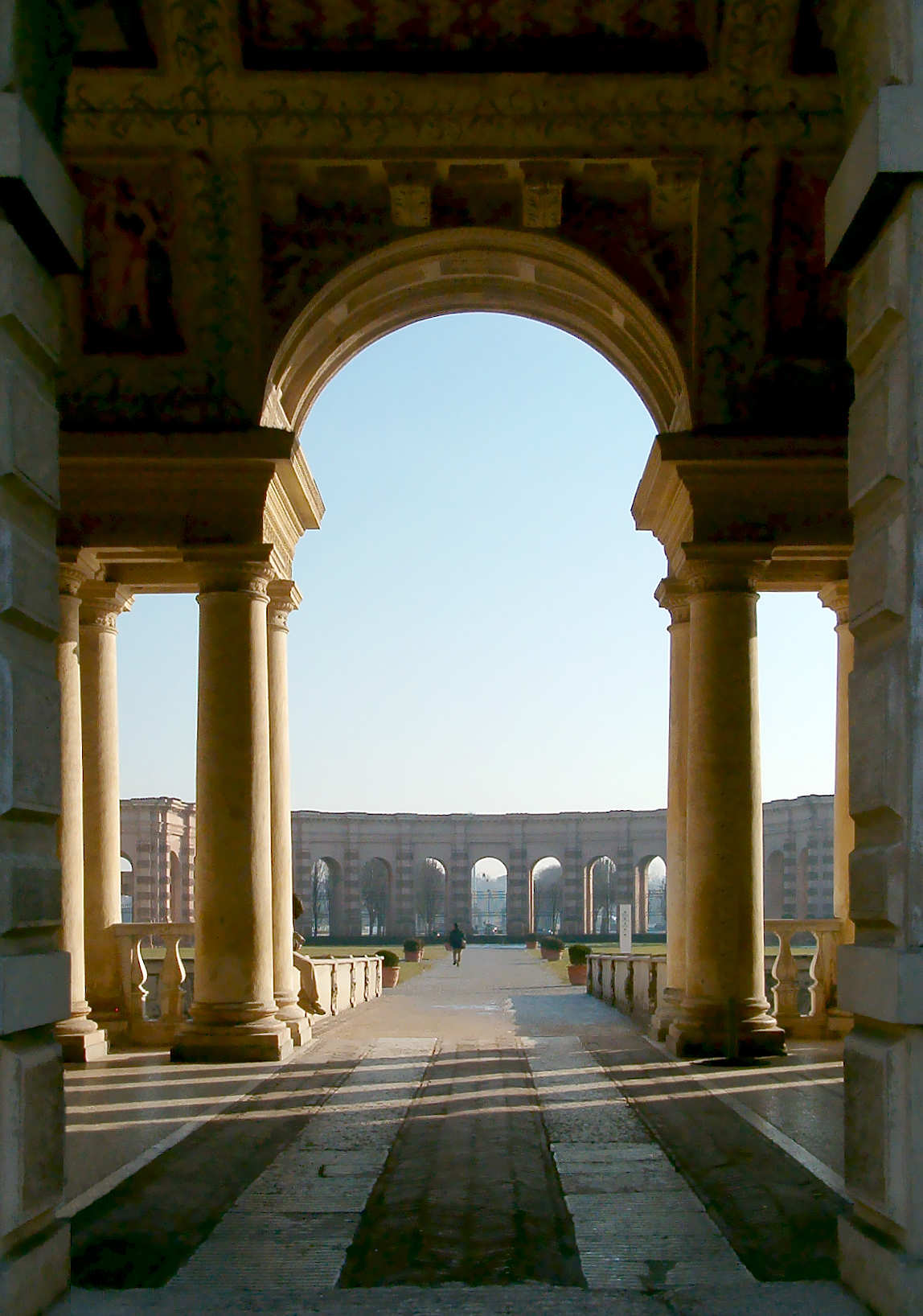
قصر تيه
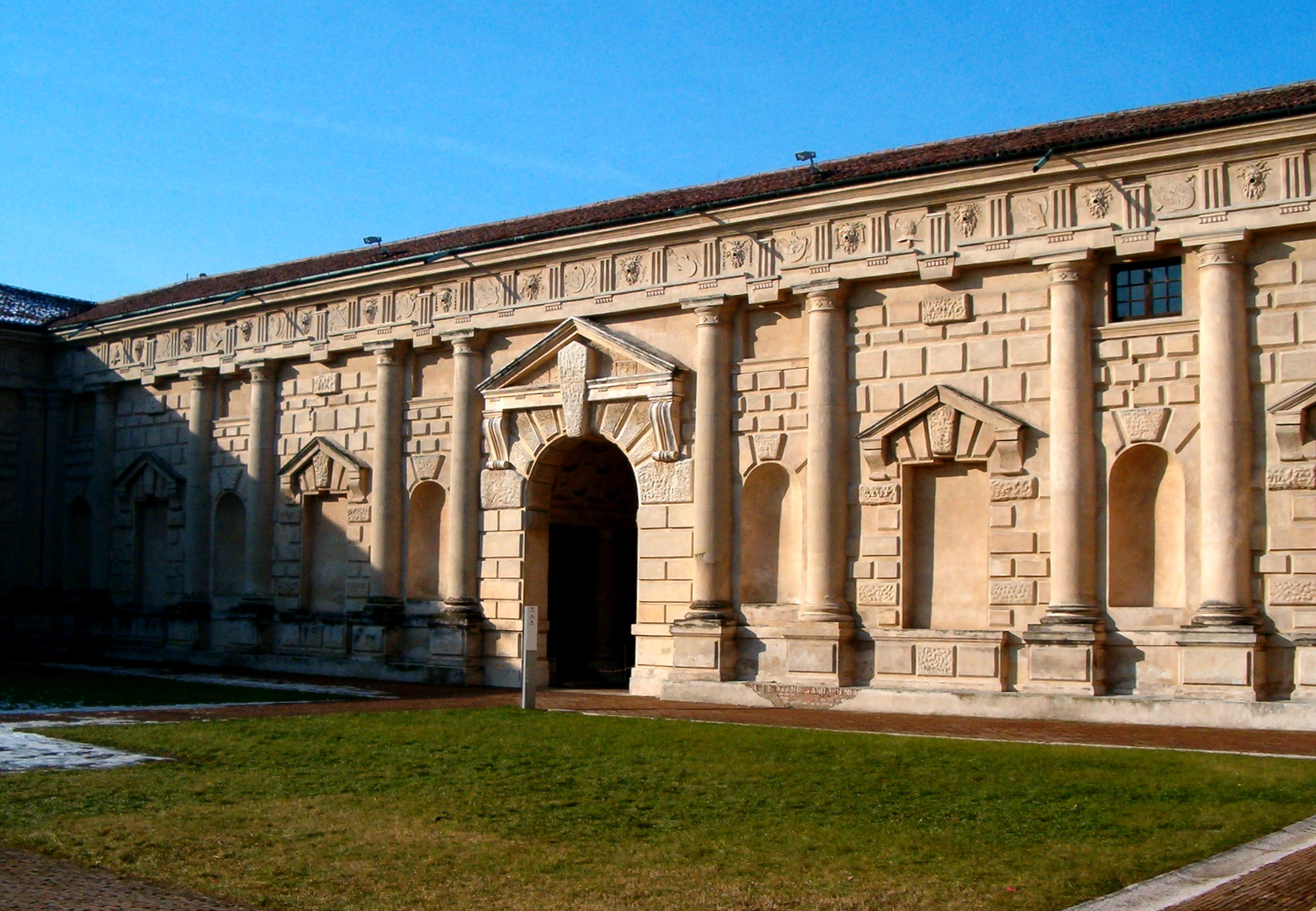
قصر تيه
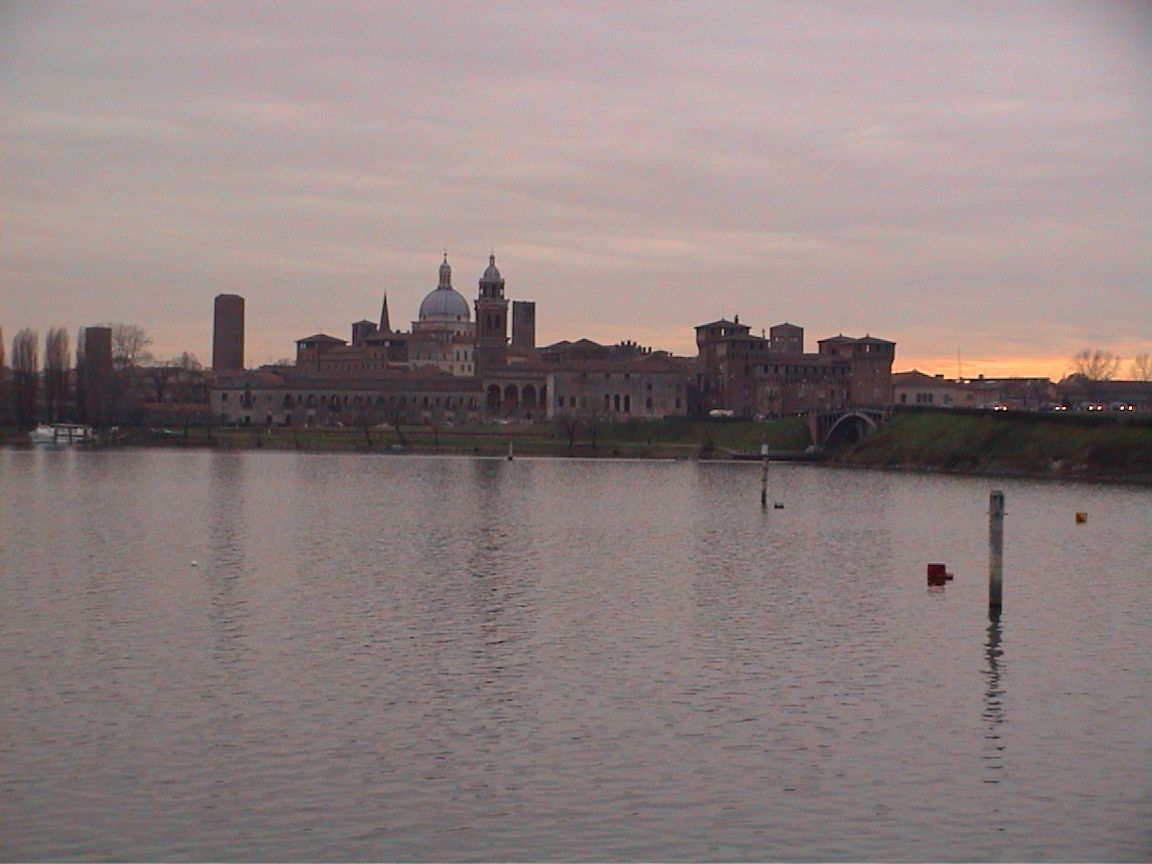
بحيرة ميتزو
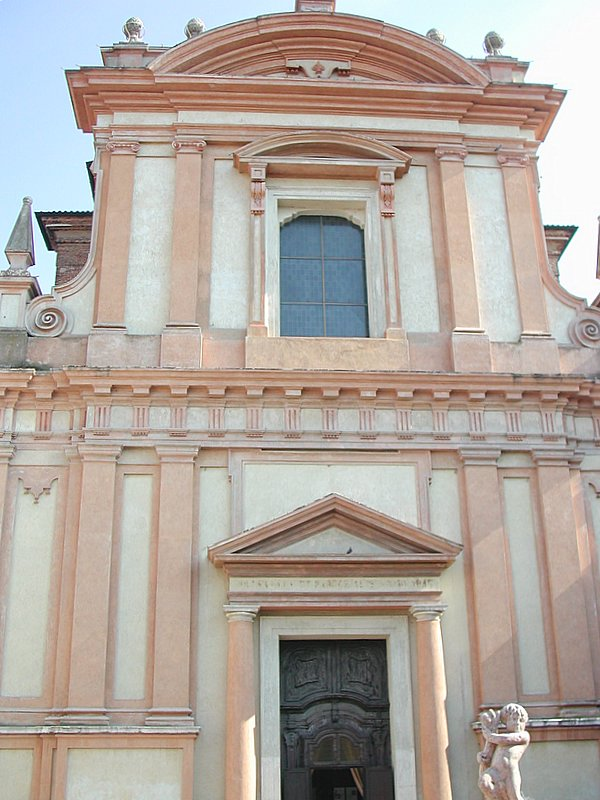
قصر العدل
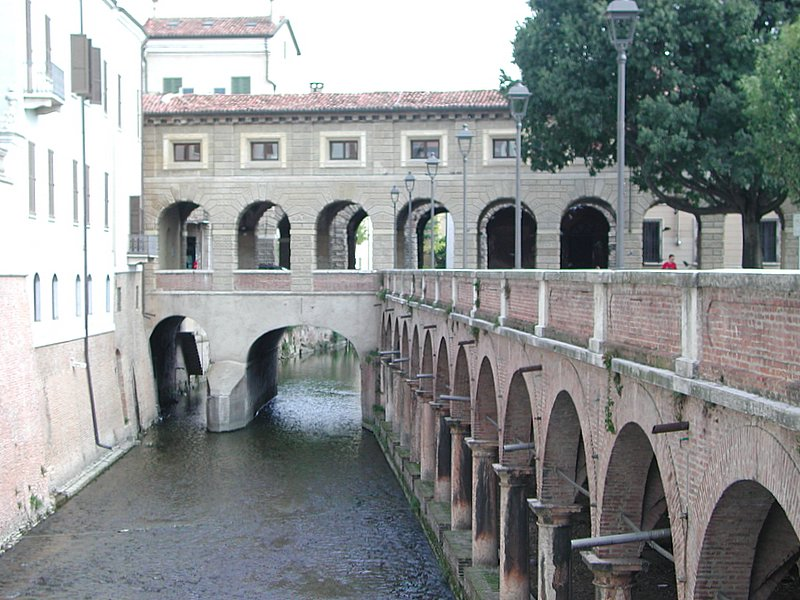
مقصورة جوليو رومانا
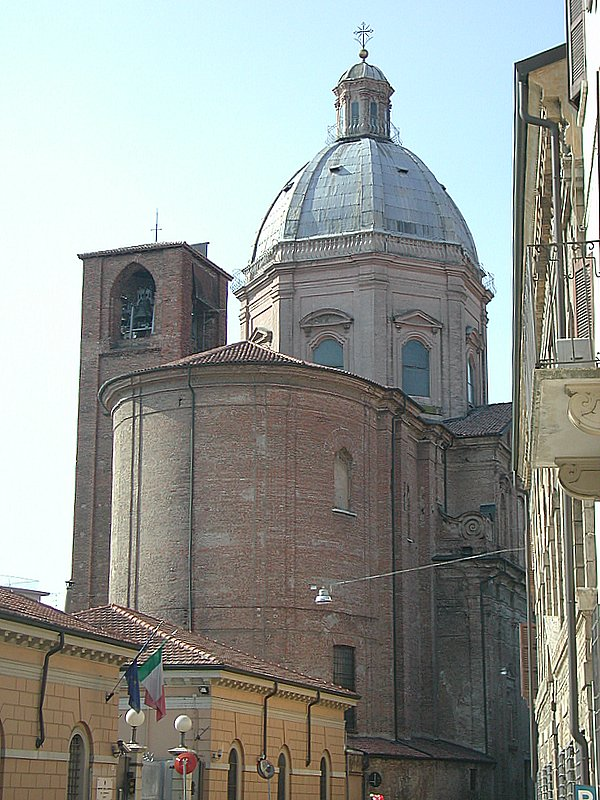
قصر العدل
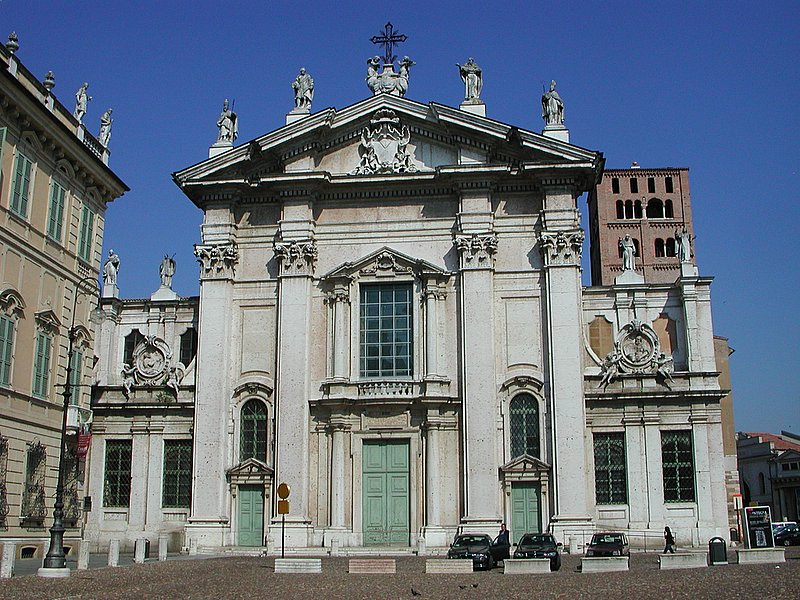
كاتدرائية مانتوفا